# 佛罗镇
佛罗镇，是中华人民共和国海南省乐东黎族自治县下辖的一个乡镇级行政单位。

## 行政区划
佛罗镇下辖以下地区：
佛罗社区、佛南村、白井村、新坡村、长青村、丰塘村、老孔村、福塘村、昌厚村、求雨村、响地村、青山村、新安村、丹村、田头村、佛中村和佛北村。